# Valkenswaard (plaats)
Valkenswaard (uitspraakⓘ; (Brabants: Vallekeswirt) is een dorp gelegen in de streek de Kempen, in de Nederlandse provincie Noord-Brabant. Het is de hoofdplaats van de gelijknamige gemeente. Per 1 januari 2023 had deze kern 20.985 inwoners.

## Etymologie

### Carnavalsnaam
In Carnavalstijd wordt Valkenswaard aangeduid als Striepersgat. Deze naam vloeit voort uit het woord striepen, dat het verwijderen van de hoofdnerf van een tabaksblad betekent, een onderdeel van de productie van sigaren en herinnert aan de uitgebreide sigarenindustrie die Valkenswaard heeft gekend.

## Geschiedenis

### Prehistorie
In het gebied waar tegenwoordig Valkenswaard ligt zijn diverse archeologische vondsten gedaan. Vooral langs de Dommel en de Tongelreep betrof dit voorwerpen uit het mesolithicum, die dateerden van 6000 v.Chr. tot 5000 v.Chr. Het betrof vooral vuurstenen werktuigen. Uit periodes na deze tijd zijn in dit gebied weinig vondsten bekend.

### Bronstijd en IJzertijd
De urnenveldencultuur, die ontstond na 900 v.Chr., waarin de boeren reeds ploegden en hun land bemestten, is wel van grote invloed geweest. Zowel resten van nederzettingen als van urnenvelden werden gevonden. Een urnenveld op Sportpark Den Dries, de voormalige Geenhovense Heide, is tot Rijksmonument verklaard. Het is deels nog niet opgegraven.

### Romeinse tijd
Het gebied waar Valkenswaard nu ligt maakte van de 1e eeuw v.Chr. tot de 5e eeuw na Chr. deel uit van het Romeinse Rijk. Slechts twee Romeinse muntvondsten, een te Borkel en Schaft van een aureus van keizer Nero en een andere in een urn die van het Gegraaf afkomstig zou zijn, gaf de Valkenswaardse bodem tot heden toe prijs. Van een Romeins kruikje dat eens aan de Leenderweg gevonden werd ontbreekt ieder spoor sinds het in particuliere handen kwam.

### Vroege Middeleeuwen
Nadat de Franken het onderhavige gebied van de Romeinen hebben overgenomen is de eerste bron het Liber aureus uit 1191 van de Abdij van Echternach. Hierin staat dat in 704 door Aengibaldus, vermoedelijk een Frankisch edelman, bezittingen werden overgedragen aan Willibrord, die missionaris in de omgeving van Waalre was. Aangezien het Liber Aureus geacht werd te bestaan uit overgeschreven en honderden jaren oudere documenten en ten doel had om gebiedsaanspraken van de Abdij te onderbouwen, is het niet onwaarschijnlijk dat het vervalsingen betrof.

### Middeleeuwen
De huidige woonkern van Valkenswaard is ontstaan uit diverse kleine ontginningen uit de 12e eeuw bestaande uit de Cromstraet, Geenhoven, Zeelberg en Venbergen. Door de diverse watermolens die dit gebied rijk was, zoals de Venbergse Watermolen, konden de ontginningen snel uitgroeien tot gehuchten. In de 13e en 14e eeuw breidden deze gehuchten zich uit met andere randontginningen zoals de Delishurk, De Brand, De Hagen, Zandberg en Nuland.
De eerste belangrijke grootgrondbezitters waren de heren van Herlaar, die vermoedelijk vanaf het begin van de 13e eeuw goederen in Valkenswaard verkregen. Zij speelden een belangrijke rol tussen de oprukkende Hertog van Brabant en de Graaf van Gelre, die beiden aanspraak maakten op gebieden in het huidige Noord-Brabant. In deze periode moesten de toen nog machtige lokale heren hun macht gedeeltelijk afstaan aan de hertog of graaf. Daarentegen gaven de hertog en graaf veel goederen als geschenk aan abdijen en kloosters die zij vaak zelf hadden gesticht. Valkenswaard behoorde toen tot de Heerlijkheid Waalre, Valkenswaard en Aalst.
Na de dood van de laatste heer uit het geslacht van Herlaar kwamen de rechten van de heerlijkheid in handen van Gerard van Loon. In 1314 verkocht deze de Heerlijkheid Herlaar en daarmee de kloosterrechten van Echternach in Waalre en Valkenswaard aan Gerard I van Horne. In 1321 kwamen grote delen van Valkenswaard in handen van de abdij van Echternach doordat Gerard I van Horne aan de hand van “de vervalsing van Echternach” moest erkennen dat hij gebieden in Waderle Wedert ende Aalst in leen hield van de abdij. In 1326 gaf de abdij de eerste vage grensbepaling uit van de gebieden die deze in Valkenswaard had opgeëist. Echter daarnaast bleven vele goederen en grond eigendom van lokale heren, kloosters en van de Hertog van Brabant. De Venbergse Watermolen bleef tot de 14e eeuw deels in bezit van de Hertog.
In het begin van de 14e eeuw was er al sprake van de parochie van Wedert. De parochie Wedert wordt vermeld in een uitgiftebrief van de abdij van Echternach uit 1326. Echter doordat het dorp Waalre in deze tijd een snellere groei van de welvaart doormaakte kon het zich een stenen kerkgebouw permitteren. Hierdoor verschoof de macht naar Waalre en wordt ten onrechte aangenomen dat Valkenswaard uit Waalre is ontstaan mede door het feit dat alle geschreven documenten en protocollen die bewaard zijn gebleven uit de periode stammen waarin Waalre deze snellere groei realiseerde.
In 1321 wordt voor het eerst van een kerk gesproken. Deze kerk stond naar alle waarschijnlijkheid op de plek aan de Cromstraet waar tot in de 19e eeuw de pastorie van Valkenswaard heeft gestaan. Valkenswaard moest echter wachten tot 1500 voordat haar eerste stenen kerkgebouw een feit was. Dit gebouw stond bij de Rosheuvel, aan de Kerkwech, die naar Geenhoven voerde. Deze kerk is pas in 1860 afgebroken. Vandaag de dag is het silhouet zichtbaar op het oude kerkhof.
Ook was er sprake van een gezamenlijke schepenbank die vermoedelijk begin 14e eeuw opgericht is. De tot nu oudste vermelding dateert van 1343 wanneer Jhan de Moleneer van Venberghen voor de schepenen van Waalre en Valkenswaard al zijn bezittingen van de Venbergse Watermolen overdraagt aan de Abdij van Postel.

### Nieuwe bestaansmiddelen
Den Dorpe van Wedert was echter een buurtschap die omstreeks 1500 een driehoekige Plaetse omvatte en de buurtschap Cromstraet. Door een gunstige ligging op een knooppunt van wegen kon het zich wat sneller ontwikkelen dan de naburige buurtschappen. In de eerste helft van de 15e eeuw uitte zich dat in contact met kooplieden uit Lommel, Neerpelt en Achel, waardoor zich te Wedert een levendige markt ontwikkelde.
Overigens begon omstreeks deze tijd een vrijwel aaneengesloten reeks van oorlogen. In 1481 had Wedert ernstig te lijden van de ongedisciplineerde huurtroepen van Maximiliaan van Oostenrijk, waartegen de streekbewoners in opstand kwamen, wat tot 250 slachtoffers onder hen zou leiden. In het begin van de 16e eeuw hebben de Gelderse troepen in Kempenland huisgehouden en daarvan heeft ook Wedert zijn deel gehad. Ook tegen deze troepen kwam de plaatselijke bevolking actief in opstand. In deze tijden kwam ook de jaarmarkt tot stilstand. Op de arme zandgronden rond Valkenswaard was voor de meeste pachtboeren maar een karig bestaan weggelegd. Deze situatie werd verergerd wanneer buitenlandse of Staatse troepen het dorp tijdens een van de vele veldtochten die Brabant in en na de Tachtigjarige Oorlog teisterden, tot ravitailleringsplaats maakten, inkwartiering eisten en er op grote schaal geplunderd werd.
Er kwamen echter nieuwe activiteiten. In 1536 werd voor het eerst melding gemaakt van Ketelbueters, ketellappers dus ofwel koperteuten.
In 1556 is bovendien voor het eerst in documenten sprake van valcken vangen. Het is denkbaar dat deze activiteiten werden gestimuleerd door de immigratie van mensen uit Turnhout en Arendonk, waar de valkerij al sinds de 10e eeuw bestond. Pas na 1600 werd het beroep Valconier nadrukkelijk in documenten genoemd. Het bestond uit het africhten van valken. De grotere roofvogels werden gevangen in Denemarken, IJsland en Noorwegen. Slechtvalken konden worden gevangen op de Leenderheide, die op de trekroute van deze vogels lag. De valkeniers waren welvarende en invloedrijke lieden die aan de vorstenhoven verkeerden, maar ze brachten ongetwijfeld ook welvaart in het dorp, voor zoverre er vrede was althans. De valkerij heeft haar hoogtepunt gekend van 1650-1750, maar ook daarna heeft ze nog lang voortbestaan. De laatste valkenier was Karel Mollen, die stierf in 1935.

### Oorlogen
Er volgde een reeks van oorlogen, te beginnen bij de Gelderse oorlogen, in het kader waarvan Maarten van Rossum in 1543 vele dorpen in de Meierij plunderde, en waarbij ook Valkenswaard niet aan een brandschatting ontkwam. In 1551 werd Huibrecht van der Clusen heer van Waalre, Valkenswaard en Aalst, en de komst van deze familie bracht een periode van relatief goede relaties met de heer met zich mee.
De Tachtigjarige Oorlog was echter begonnen, hetgeen bezoek van Spaanse en later ook Staatse troepen en hun bondgenoten bracht, die allen verzorgd wensten te worden en zich soms misdroegen. De ellende begon in 1573 met Spaanse ruiters uit Eindhoven en hield daarna voorlopig niet meer op.
Berucht was ook een troep die in Hamont was gelegerd en langs de hoofdweg richting Valkenswaard trok. Vanaf 1599 had men hier last van en men bouwde zelfs een schans aan de Kromstraat waar de bevolking zich in veiligheid kon brengen. Het Twaalfjarig Bestand bracht enig soelaas, maar toen dat was verstreken begonnen de moeilijkheden weer. Er werd een schans ten zuiden van de Venbergse Watermolen gebouwd om de bevolking tegen de Staatse troepen te beschermen. De val van 's-Hertogenbosch bij het beleg in 1629 luidde een tijd van godsdienstonvrijheid in, waartoe de Republiek der Zeven Verenigde Nederlanden strenge plakkaten, zoals het retorsie-plakkaat werden uitgebracht. In 1653 kwam er een predikant, Johannes Alstorphius. In 1656 werd de grenskerk op het grondgebied van Achel ingewijd, Het Weerderhuys geheten. Ook werden er onrechtvaardig hoge belastingen geheven, want sinds 1648 behoorde de Meierij tot de Generaliteitslanden. Toch lag de economie niet stil. De varkensmarkten vonden doorgang en er waren bemiddelde lieden, waaronder natuurlijk de valkeniers, maar ook herbergiers en kooplieden. Deze onderhielden internationale betrekkingen met hoven in heel Europa. Zij waren vaak schepenen en andere beambten, en waren ook in staat geld uit te lenen. Arme mensen moesten hun toevlucht soms tot thuisweverij zoeken. De sociale verschillen waren heel groot. De rijke valkeniers hadden knechts in dienst van hun compagnie die naar IJsland en Scandinavië gingen om valken te vangen die dan in Valkenswaard werden afgericht. De valkeniers hadden contacten met de hoven in geheel Europa. De bloeitijd van de Valkenswaardse valkerij lag tussen 1650 en 1750. Het handelsverkeer was en bleef echter voornamelijk op het gebied ten zuiden van Valkenswaard georiënteerd: Hamont, Neerpelt en verder. In 1765 werd er melding gemaakt van een belangrijke bijenmarkt, en de imkerij zou nog tot in de 20e eeuw van groot belang blijven.
Ondertussen kwamen er nieuwe oorlogsdreigingen. De Franse troepen rukten eind 1672 op en vormden ook lang daarna een voortdurende bedreiging. Vaak eisten ze geld, voedsel en onderdak, en dat deden ook de Staatse troepen die de bevolking tegen de Fransen moesten 'beschermen'. Vervolgens kwam in 1701 de Spaanse Successieoorlog met opnieuw tal van troepen. Valkenswaard lag bovendien aan een aantal strategische wegen. In 1740 barstte de Oostenrijkse Successieoorlog los, en in 1747 was er weer gevaar voor allerlei troepen, die bovendien de buiktyfus verspreidden. De geld en voedsel eisende troepen brachten Valkenswaard tot het bankroet en diverse gezinnen emigreerden in 1750 naar Duitsland of Noord-Holland. Iets dergelijks herhaalde zich in 1766, toen nieuwe Staatsgezinde troepen inkwartiering eisten. De tijd bracht ook onveiligheid, spanningen tussen Katholieken en Protestanten, en tussen Protestanten onderling. Bovendien dreigde er een Franse inval, en vreesde de regering de activiteiten der Patriotten, waarop weer nieuwe troepen arriveerden.
In 1754 kwam er een einde aan de gewoonte gemeentevergaderingen in herbergen te houden. Er werd een raedt of gemeijntehuijs gebouwd.
In 1789 werd begonnen met de aanleg van de weg tussen Luik en 's-Hertogenbosch, die dwars door Valkenswaard werd geprojecteerd, waartoe de toenmalige technocraten het marktplein wilden plauveren en alle oudbollige boomen wilden ruijmen. Dit werd echter te duur bevonden. Niettemin konden de door de Patriotten verbeide Fransen via deze weg gemakkelijk oprukken, waarop de bevolking godsdienstvrijheid herkreeg maar tegelijk weer werd gedwongen de aanzienlijke legermacht te ravitailleren. Pas in 1795 trok deze verder. In 1799 kwamen er dan weer Bataafse troepen uit het noorden.
In bestuurlijke zin leidde de komst van de Fransen tot de mogelijkheid voor Valkenswaard om zich onafhankelijk te maken van Waalre. Dit leidde tot conflicten met de heer, Poulus Repelaar, daar men hem belette om de waag te verpachten en een secretaris te benoemen. In 1795 werd de Municipaliteit van Valkenswaard ingesteld, die in 1798 werd ontslagen en direct daarna bevestigd in zijn functie. De Katholieken kregen de verwaarloosde kerk weer terug, maar ze hadden tegelijkertijd een schuurkerk aan de Kromstraat, zodat er een ruzie ontstond welke kerk nu gebruikt zou worden. Uiteindelijk werd de schuurkerk in 1807 verkocht en de oude kerk opgeknapt.
Dankzij Lodewijk Napoleon kregen ook de protestanten een nieuwe kerk, die in 1812 werd opgeleverd en weer in 1890 door de nog bestaande Hervormde kerk op de Markt werd vervangen.

### Industrialisatie
De sterk verarmde plaats moest in de 19e eeuw weer tot bloei komen. Hierbij speelde verbetering van de boerenstand door de oprichting van landbouworganisaties een rol. Daarnaast begon de industrialisatie. In 1840 waren er al steenbakkerijen die Brabantse leem als grondstof gebruikten. In 1880 waren er acht van deze bedrijven, waar in totaal 26 mensen werkten. Deze zijn alle verdwenen. Ook waren er in 1840 wel veertien leerlooierijen, toen de belangrijkste tak van nijverheid. De langst bestaande looierij was die van Jaspers. Tot diep in de 20e eeuw vond men deze industrie, en op basis hiervan ontwikkelde zich ook de schoenenindustrie. In 1880 waren er meer dan twintig van. Sommige groeiden uit tot echte fabrieken, zoals Stoomschoenenfabriek 'De Valk'  van J. van de Besselaar, en Stoomschoenfabriek 'De Komeet'  van de Gebroeders Bots, uit 1911, die in ieder geval in 1976 nog produceerde.
Verder was er nog sprake van de lijmziederij van Jacq. Kanen op de Rapelenburg, die in 1867 tien werknemers had en de lijmziederij van de Gebr. Maas (van 1850 tot 1963), die 100 jaar lang lijm produceerde op de tip van de Waalreseweg en de Dijkstraat en in 1950 verhuisde naar de Schaapsloop. In 1889 telde deze lijmfabriek, onder leiding van Matheus Maas, twaalf werknemers. In 1890 waren er 19 weverijen op basis van huisnijverheid. Ook waren er twee brouwerijen.
In 1894 werd de Koninklijke Stoomzuivelfabriek 'Hollandia' gebouwd, een boterfabriek.
De grote golf van industrialisatie vond echter plaats vanaf 1864, toen de sigarenindustrie opkwam. Met uit de valkerij afkomstig kapitaal werd een bedrijf opgezet, gebaseerd op de tabakskerverij maar al snel overgaand op de fabricage van sigaren. Hier volgden er meer van en al spoedig zou een groot deel van de, snel groeiende, Valkenswaardse bevolking zijn werk in deze industrietak vinden. Veel van de kleinere fabriekjes die Valkenswaard rijk was zouden de Tweede Wereldoorlog echter niet overleven: op 17 september 1944, bij het begin van Operatie Market Garden, werden deze getroffen door een artillerie- en luchtbombardement van de oprukkende Britse troepen. Slechts twee grotere fabrieken bleven over die nog een paar decennia de kern van de Valkenswaardse economie zouden vormen. Pas in 1990 sloot het laatste productiebedrijf, Hofnar zijn poorten, terwijl Willem II de basis vormde voor het huidige hoofdkantoor van Swedish Match Cigars.
In 1878 werd een nieuw raadhuis gebouwd, en het oude werd gesloopt. In 1928 werd opnieuw een gemeentehuis gebouwd voor de nu veel grotere plaats. Dit werd in 1934, bij de fusie met Dommelen en Borkel en Schaft, uitgebreid en in 1976 nogmaals.
Uiteraard ontwikkelde zich nieuwe industriële activiteit te Valkenswaard, waarvan de bedrijven van de VDL Groep een belangrijk deel uitmaken. VDL Bova (begin van busbouw in 1930) en VDL Berkhof (opgericht in 1970) zijn bouwers van autobussen en touringcars. Deze twee bedrijven opereren overigens sinds 2011 onder de gezamenlijke naam VDL Bus & Coach. Een ander groot bedrijf, MCB, kwam eveneens in 1970 naar Valkenswaard. Hier verrees een groot magazijn voor metaalproducten, terwijl ook het hoofdkantoor van MCB in 1986 naar Valkenswaard werd verplaatst.
In 1934 werd de gemeente Valkenswaard uitgebreid met het gebied van Dommelen en Borkel en Schaft.
In 1959 werd er een fabriek gevestigd van Brabantia, een bedrijf met als (voormalige) hoofdvestiging het naburige Aalst.
De bevolking van Valkenswaard groeide verder, waarbij ook de invloed van Eindhoven niet ongemerkt bleef. Er is een intensief pendelverkeer tussen beide plaatsen. Uitbreiding vindt tegenwoordig vooral plaats op het grondgebied van Dommelen.

## Bezienswaardigheden

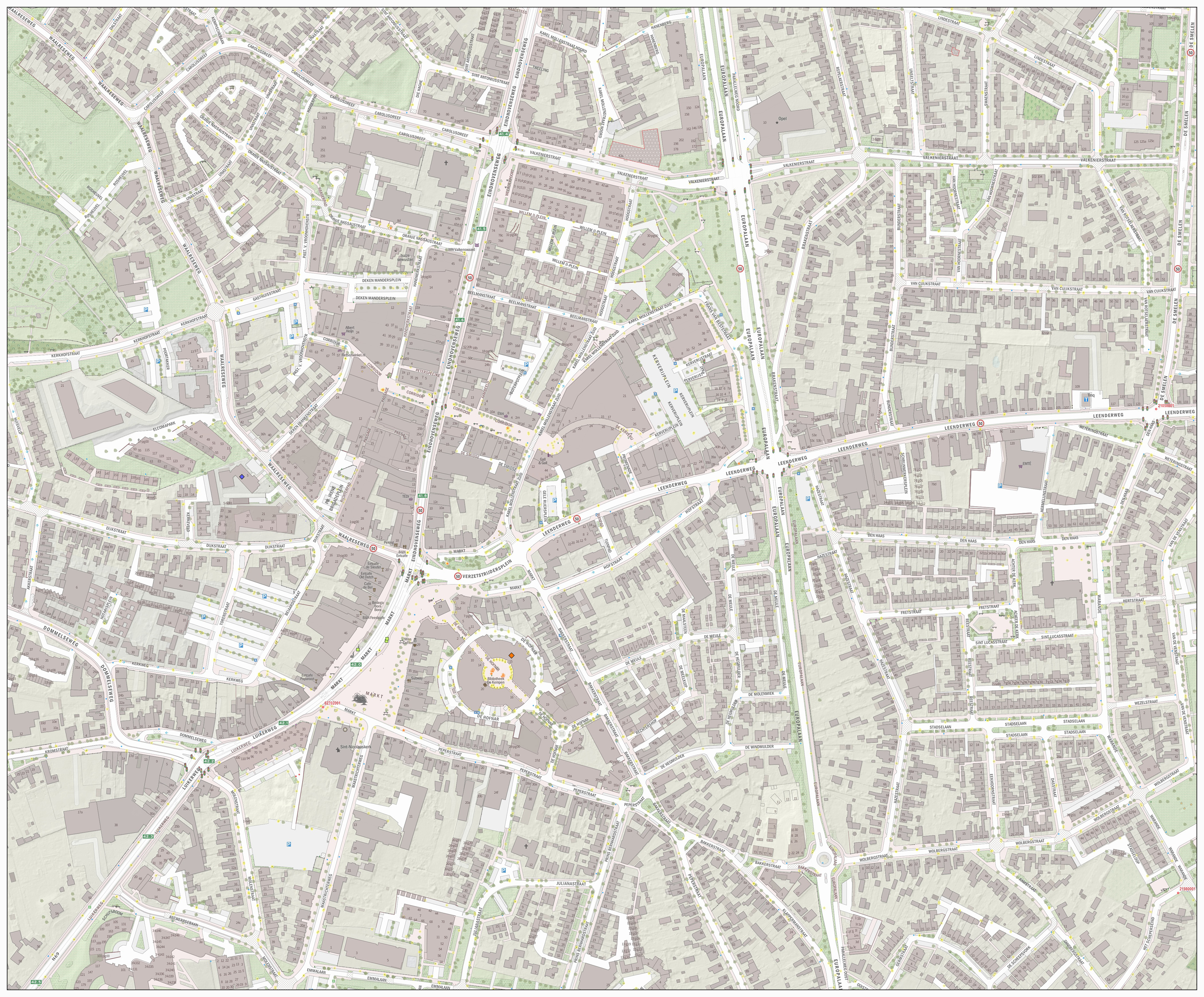
Detailkaart van het centrum van Valkenswaard (2017), met bezienswaardigheden

### Kerkgebouwen

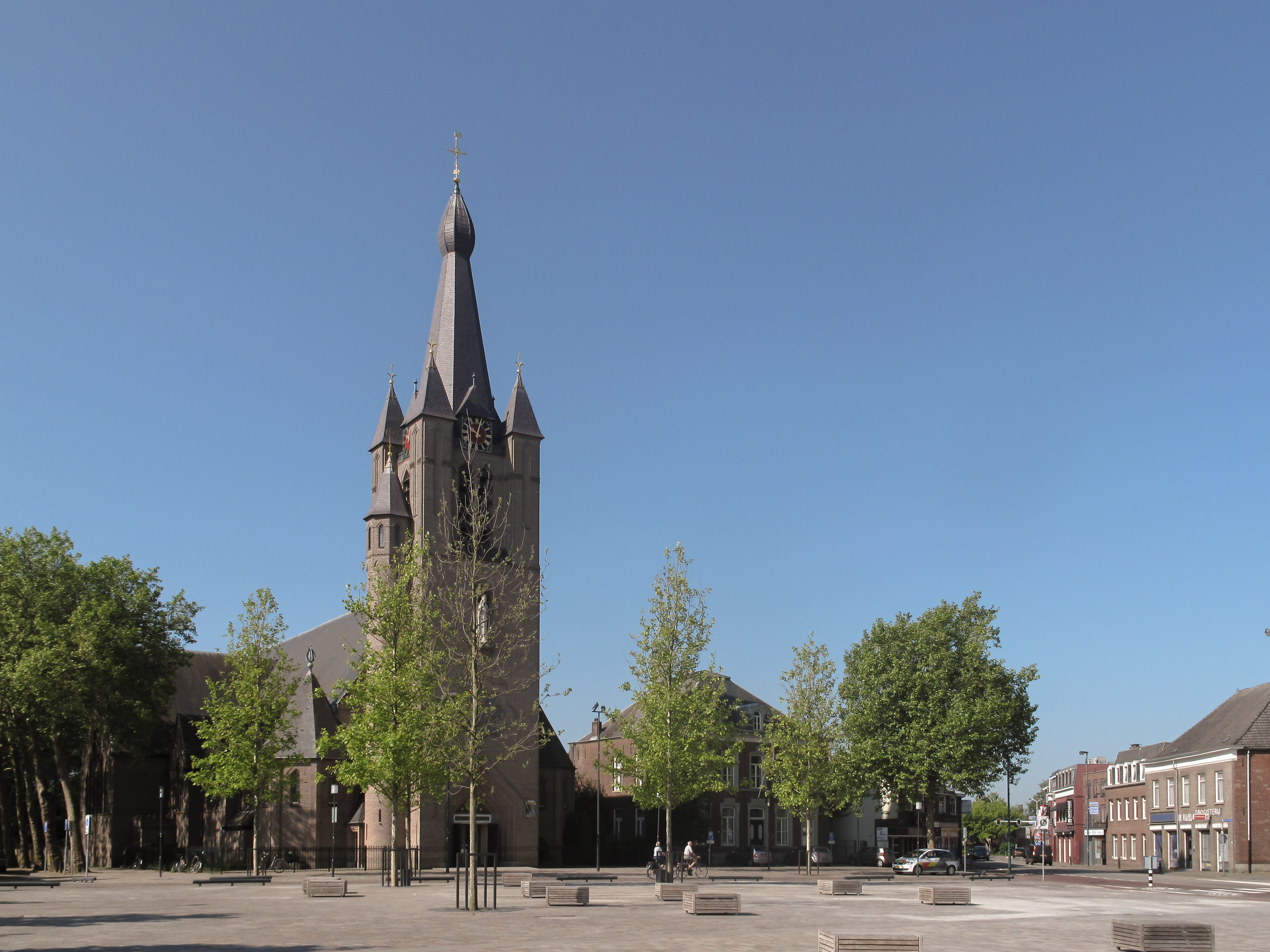
Valkenswaard, de Sint Nicolaaskerk

- Het Weerderhuys aan de Markt was een Hervormde kerk van 1890-1969. Het is gebouwd op de plaats van een oudere kerk uit 1809. De Protestantse gemeente dateert van 1648. Het gebouw werd in 1969 door de gemeente Valkenswaard gekocht en het doet sinds 1973 dienst als trouwzaal. Merkwaardig aan het gebouw is het feit dat het als Protestantse zaalkerk is gebouwd, maar in voor de Protestantse traditie ongebruikelijke neogotische stijl. De huidige naam verwijst naar de voormalige grenskerk te Achel.
- De Ontmoetingskerk is een moderne Protestantse kerk uit 1962. Ze werd ontworpen door Wouter Ingwersen en in 1974 werd ze nog uitgebreid. Ze heeft een orgel uit 1965 dat afkomstig is uit de Gereformeerde Petrakerk te Leiden, gebouwd is door de firma Leeflang en dat in de Ontmoetingskerk geplaatst werd in 1992. De kerk bezit nog enig historisch kerkelijk vaatwerk, waaronder een avondmaalsbeker van vóór 1648, door de eerste predikant vanuit Deventer meegenomen, en een avondmaalsbeker uit 1755.
- Sint-Nicolaaskerk Deze neogotische kerk aan de Markt stamt oorspronkelijk uit 1860 maar werd, door de snelle bevolkingsgroei, te klein en is daarom in 1927 afgebroken, op de toren na. In 1929 werd de vernieuwde kerk ingewijd. De bouwmeester was Jan Stuyt. De kerk bevat mooie gebrandschilderde ramen van Luc. van Hoek, terwijl daarnaast in de Mariakapel ramen zijn van Jos Leurs uit 1992. De kerktoren toont een zeer karakteristiek silhouet. In deze toren hangt een carillon uit 1959, gegoten door Klokkengieterij Eijsbouts.
- De Sint-Antonius van Paduakerk, aan de Eindhovenseweg, is de tweede parochie van Valkenswaard, die in 1919 is opgericht. De kerk kwam gereed in 1921. De kerk sloot op 1 september 2015. In 2021 is begonnen met de grootschalige verbouwing van de kerk om hier appartementen in realiseren
- De Mariakerk, aan de Warande, is een bakstenen parochiekerk uit 1953. Ze heeft een wat strenge architectuur. De Mariaparochie is, als derde parochie in Valkenswaard, opgericht in 1951. De kerk sloot op 1 september 2015. Gedurende 2023 wordt er een begin gemaakt met de grootschalige verbouwing om hier appartementen te realiseren.
- De oude begraafplaats bevindt zich aan de Kerkhofstraat, op de plaats waar de vroegere gotische kerk heeft gestaan, doch deze is in 1860 gesloopt.[3] De omtrek van de kerk is in de bestrating zichtbaar gemaakt. Hier liggen tal van notabelen, zoals de laatste valkenier, Karel Mollen, en tal van sigarenfabrikantenfamilies. Het oudste grafmonument is uit 1847. Er is een Calvarieberg uit 1932, ontworpen door Antoon Bogers, en er zijn een aantal fraaie bomen.

### Monumenten
Zie:
- Lijst van rijksmonumenten in Valkenswaard
- Lijst van gemeentelijke monumenten in Valkenswaard

### Molens
- De Venbergse Watermolen, een watermolen op de Dommel

### Musea
- Het Nederlands Steendrukmuseum, aan de Oranje Nassaustraat, bevat voorwerpen die betrekking hebben op lithografie. Deze vorm van drukken werd onder meer toegepast voor het drukken van sigarenbandjes. Er zijn werkende drukpersen te zien en er wordt een keur aan voortbrengselen van de steendrukkunst getoond.
- De gildekamer van het St. Nicolaasgilde. Deze is ingericht met diverse zilverstukken en heeft een uitgebreid eigen archief over het gildewezen, samengesteld door Frits Prinsen.
- Het Valkerij en Sigarenmakers Museum, eveneens aan de Oranje Nassaustraat, behandelt twee belangrijke bronnen van bestaan binnen Valkenswaard, namelijk de valkerij en de sigarenindustrie. De valkerij floreerde van 1650-1855 en de sigarenindustrie heeft zich ontwikkeld vanaf 1864, aanvankelijk met kapitaal dat men met de valkerij had verdiend. Het museum is ontsproten aan een initiatief uit 1976. In 1980 begon men met een tijdelijke tentoonstelling over de valkerij. Vervolgens kwam in 1992 een pand aan de Markt ter beschikking en in 2001 verhuisde men naar de locatie in het Carolusgebouw.

### Oorlogskerkhof
- Ten zuiden van het dorp bevindt zich Valkenswaard War Cemetery, een militaire begraafplaats uit de Tweede Wereldoorlog. Hier hebben geallieerde soldaten die sneuvelden gedurende operatie Market Garden hun laatste rustplaats gevonden.

## Buurtschappen
Valkenswaard kent de volgende buurtschappen: Deelshurk, Zeelberg, Valkenhorst, Geenhoven, Het Gegraaf, Kerkakkers, Oud-Dommelen, Schaapsloop, Centrum, Kreijenbeek, Borkel en tot slot Schaft

## Natuur en landschap

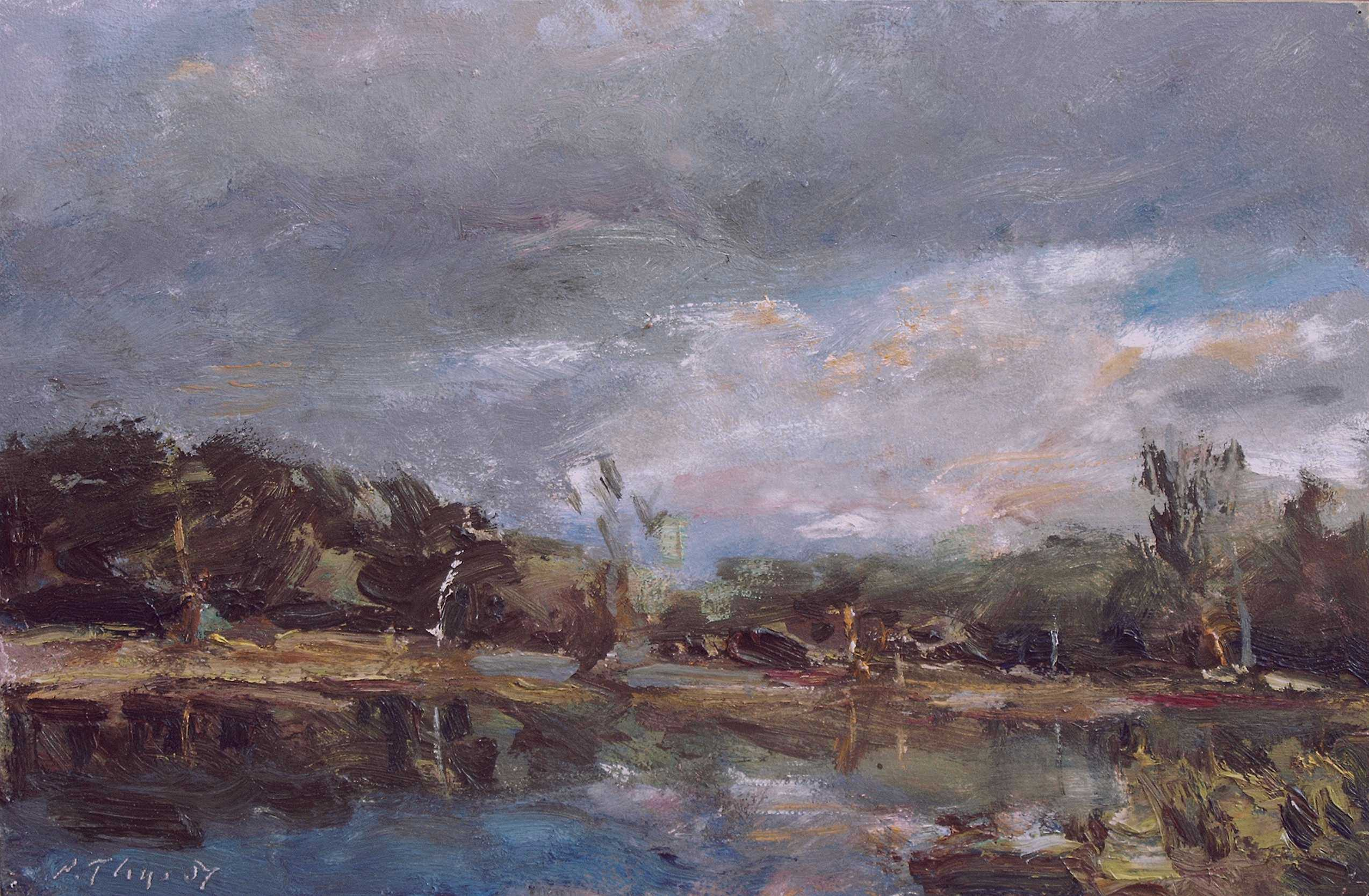
Galgenven

Het grondgebied van Valkenswaard ligt ingeklemd tussen de beekdalen van de Dommel en de Tongelreep. Bij de laatstgenoemde rivier liggen de Visvijvers van het landgoed Valkenhorst. Ten noorden van de plaats liggen naaldbossen, die echter deels in beslag worden genomen door een groot en niet-toegankelijk golfterrein. Hier bevinden zich ook een paar vennen: Langven, Galgenven, Peetersven, Rietven en Groote Meer. Ook ten zuiden van Valkenswaard, in een heide-ontginningsgebied, liggen nog vennen te midden van stukjes overgebleven bos: Schaapsloopven, Brugven, Taamven en Meelbergsven. Deze zijn deels in het natuurgebied Malpiebeemden opgenomen.
De Malpie vinden we ten zuiden van Valkenswaard, ten westen van de Dommel. Ook hier zijn weer vennen te vinden, en bovendien heide en droge naaldbossen. Men kan hier wandelen en fietsen.
Verder vindt men nog een kleinschalig gebied waar al eeuwenlang landbouw bedreven werd. Landschappelijk bijzonder is daar de Venbergse Watermolen.

## Cultuur
- Een traditie die stamt uit het midden van de 18e eeuw is de jaarlijkse bedevaart naar Handel. Waarschijnlijk is het pastoor Johannes van Dijk geweest, die in 1752 in Valkenswaard benoemd werd, die deze traditie heeft ingevoerd, aangezien hij daarvoor in Geldrop werkzaam was, van waaruit men al sinds 1668 naar Handel trok. Deze tocht van meer dan 40 km ging te voet, terwijl er huifkarren beschikbaar waren voor hen die niet meer verder konden. Later gingen er ook vaandels, muziekkorpsen en dergelijke mee. De nacht werd doorgebracht bij de boer en de volgende dag ging men, na bezoek aan kerk en kroeg, weer naar huis. Deze traditie wordt nog levendig gehouden en, mede door de deelname van een aantal fraai bespannen huifkarren, is de aanblik van de bedevaart de moeite waard.
- Het Bloemencorso Valkenswaard is ontstaan na de bombardementen op en de Bevrijding van Valkenswaard op 17 september 1944. Ter herdenking van deze dag werd er jaarlijks een optocht gehouden, waaraan ook met bloemen versierde wagens meededen. Toen in 1953 het Oorlogsmonument op de Markt werd onthuld, trok het eerste bloemencorso 'van de jeugd' er langs. Maar bij de herdenking van 10 jaar Bevrijding, in 1954, werd het eerste groots opgezette bloemencorso gehouden. Er waren contacten met Zundert, dat al langer expertise op dit gebied had opgebouwd. De grote wagens werden door buurtverenigingen opgetuigd, de zogeheten corsobuurtschappen. Omdat bloemen beperkt houdbaar zijn, is de priknacht, waarin de bloemen worden aangebracht, van groot belang. De opeenvolgende corso's kregen uiteindelijk een thema. De wagens werden professioneler en uiteindelijk werd er entreegeld geheven. Deze traditie trekt jaarlijks veel bezoekers. Sinds 2022 is het evenement veranderd in een 2-daags gratis cultuurfestival. Hier worden de 2 dagen gebruikt met een aanbod van kunstobjecten en een parade met wagens.

## Nabijgelegen kernen
- Aalst, Waalre, Dommelen, Borkel en Schaft, Leende

## Geboren in Valkenswaard
- Jacques de Wit (1932-2023), voetballer en voetbalcoach
- Karel Deurloo (1936-2019), theoloog, predikant en hoogleraar
- Henk van den Breemen (1941-2024), militair en generaal
- Liesbeth van Erp (1953), schrijfster - zie ook: Liza van Sambeek
- Sander van Barschot (1977), rallynavigator
- Dominique van Hulst (Do) (1981), zangeres
- Daniëlle van de Donk (1991), voetbalster
- Robine Lacroix (2005), voetbalster